# Uwe Herms

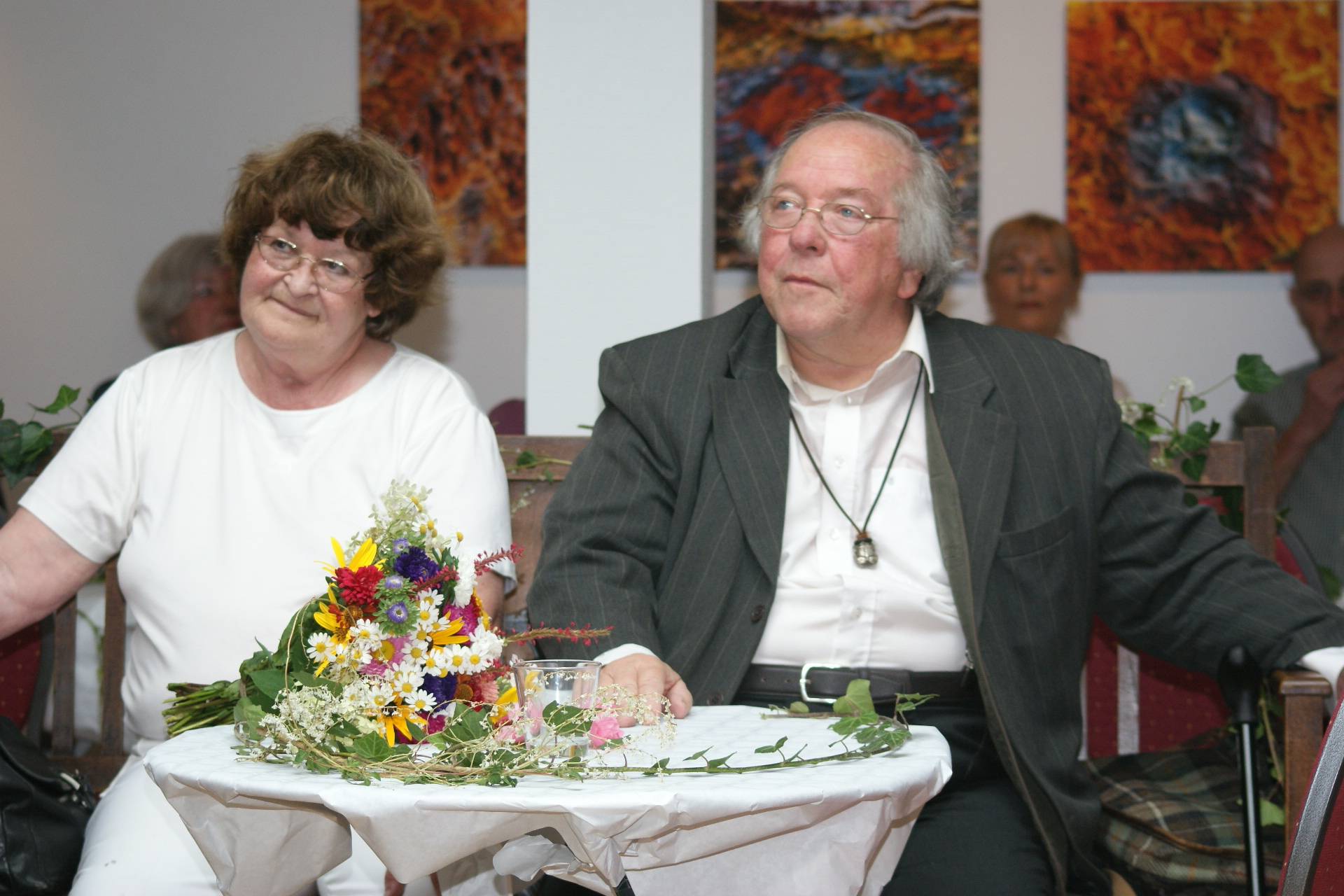
Uwe Herms bei der Feier zum 75. Geburtstag 2012 mit Ehefrau Ingeborg Herms

Uwe Herms (* 9. September 1937 in Salzwedel, Altmark; † 7. Februar 2023 in Garding, Nordfriesland) war ein deutscher Schriftsteller, Publizist und Medienmacher.

## Leben
Uwe Herms wuchs ab 1945 in Hamburg auf. Nach dem Besuch eines Gymnasiums legte er dort 1957 die Reifeprüfung ab. Von 1959 bis 1963 studierte er Philosophie, Kunstgeschichte und Germanistik an den Universitäten in Heidelberg, Hamburg und an der Northwestern University in Evanston (Illinois), wo er den Magistergrad erlangte. Ab 1966 schrieb er für verschiedene überregionale Zeitungen und Zeitschriften, unter anderem für die Zeitschrift Konkret, und lehrte als Poet in Residence an Hochschulen in Großbritannien, USA und China. Von Oktober 1970 bis April 1971 setzte sich Herms – gemeinsam mit Thomas Ayck, Siegfried Lenz und dem Fernsehjournalisten Uwe Zimmermann – im schleswig-holsteinischen Wahlkampf für den sozialdemokratischen Kandidaten Jochen Steffen ein. Von 1972 bis 1977 war er als Redakteur beim Fernsehprogramm des Norddeutschen Rundfunks tätig. Im Rahmen dieser Tätigkeit beteiligte sich Herms an der Herstellung von Fernsehporträts, u. a. über Konrad Zuse und Siegfried Lenz.
Uwe Herms lebte zuletzt als freier Schriftsteller in der Gemeinde Poppenbüll im Amt Eiderstedt (Kreis Nordfriesland). Er verfasste Erzählungen, Drehbücher und Gedichte.

## Position
In seinem schriftstellerischen Schaffen bezog sich Herms ausdrücklich auf den Schriftsteller und Philosophen Henry David Thoreau, der von 1845 bis 1847 in selbstgewählter Einsamkeit in einer Blockhütte lebte. In dieser Zeit entstand Thoreaus Werk Walden; or, Life in the Woods. Dieses Werk und Thoreaus Streitschrift Über die Pflicht zum Ungehorsam gegen den Staat beeindruckten Herms in seinem Handeln und Schreiben nachhaltig. Seine Position definierte Herms in dieser Weise:
 Schriftsteller zu sein, ist für mich die genaueste Lebensform, egal wie 'erfolgreich' ich damit bin. Das klingt romantisch, ist aber das Ergebnis scharfer Selbstbetrachtung als Mitbürger einer überbordenden Wirtschaftsgesellschaft, in der ich meinen Platz als Andersdenkender und Andersfühlender zu behaupten suche.

## Mitgliedschaften
- Verband deutscher Schriftsteller
- PEN-Zentrum Deutschland
- Autorenvereinigung Die Kogge
- Gesellschaft für zeitgenössische Lyrik e.V.

## Auszeichnungen
- 1968: Förderpreis des Norddeutschen Schriftstellerverbandes
- 1969: Förderpreis zum Niedersächsischen Kunstpreis
- 1979: Stipendium der Deutschen Akademie Rom Villa Massimo
- 1983: Preis der Kärntner Industrie beim Ingeborg-Bachmann-Preis
- 1995 und 1998: Aufenthaltsstipendien im Künstlerhaus Edenkoben
- 1996: Stipendiat des Künstlerhofs Schreyahn
- 2001–2002: Stipendium des Internationalen Künstlerhauses Villa Concordia in Bamberg

## Veröffentlichungen

### Monografien und Erzählungen
- Brokdorfer Kriegsfibel. Eigenverlag, Hamburg 1977
- Familiengedichte. Svato, Hamburg 1977
- Der Mann mit den verhodeten Hirnlappen. The man with the testiculated brainlobes. Deutsch und Englisch. Svato, Hamburg 1977
- Das Haus in Eiderstedt. Erzählung. Bertelsmann, München 1985
- Yoga-Schule. Das Übungsbuch zur Fernsehserie. Gemeinsam mit Claudia Mahler. Rasch und Röhring, Hamburg 1993
- Im Land zwischen den Meeren. Reisen in das unbekannte Schleswig-Holstein. Rasch und Röhring, Hamburg 1996
- Wundertüte eines halben Tages. Erzählungen. Rasch und Röhring, Hamburg 1997
- Schrauben, aha. Verlag Fränkischer Tag, Bamberg 2001, ISBN 3-928648-70-5.
- Wal und Wettermacher. Erzählung. 2002
- Watt und Mond und Jadehase. Quetsche, Witzwort 2014

### Herausgeberschaften
- Drucksachen. Junge deutsche Autoren. Wegner, Hamburg 1965
- Schnittpunkte. Zeitschrift für Prosa, Lyrik, Essay, Kunst ...heute. Gemeinsam mit Peter-Hannes Lehmann, Hans Meierott und Kurt Meierott. Heft 2, April 1966 (2. Jahrgang). Ulrich Ramseger, Hamburg 1966
- Mit gemischten Gefühlen. Gedichte, Biographien, Statements. Lyrik-Katalog Bundesrepublik. Gemeinsam mit Jan Hans und Ralf Thenior. Goldmann, München 1978
- Lieber Axel Eggebrecht! Freunde und Kollegen zum 90. Geburtstag von Axel Eggebrecht. Gemeinsam mit Joachim Fuhrmann.  Neue Presse, Hamburg 1989

### Übersetzungen
- George MacDonald: Lilith. Aus dem Englischen übersetzt. Klett-Cotta, Stuttgart 1977

### Aufsätze
- „IT'S PHOENIX, DEAR!“  Übersetzungen aus „Finnegans Wake“. In: Jörg Drews (Hrsg.): James Joyce betreffend. Materialien zur Vermessung seines Universums. protokolle, Zeitschrift für Literatur und Kunst, Band 1 / Jahrgang 1985, Verlag Jugend und Volk, Wien / München 1985, ISBN 3-224-16080-2, S. 121–135
- Mit dem Mut zur Aufhellung. Über Hazel Rosenstrauch. In: die horen. Bd. 48, H. 3, 2003, S. 178 f.
- Poesiealbum neu. Ausgaben 1/2007 und 2/2008.